# 1260
1260 (MCCLX) je bilo prestopno leto, ki se je po julijanskem koledarju začelo na četrtek.

## Dogodki

### Slovenija
- Umre lavantinski škof Karel iz Friesacha. Nasledi ga Oton iz Mörnsteina.

### Mongolski imperializem in nasledstvena kriza
- Južna Kitajska: Kublajkan vzpostavlja nadzor nad osrednjo in severno Kitajsko. Razmerje vojsk in podpornikov iz vrst plemstva je v prid Arikbeku, vendar ima Kublaj dolgoročno prednost, ker nadozoruje rodovitne, organizacijsko in gospodarsko razvite dele Kitajske. Poleg mandarinskega uradništva Kublajkan pridobi na svojo stran še vojskovodjo Kadana iz Ögedejevega klana.
- Evropa: Druga mongolska invazija na Poljsko. Mongolska invazijska armada Zlate horde, ki jo vodita generala Nogaj in Burundaj pustoši po jugu Poljske. Invazije se je prisiljena udeležiti vojska galicijskega kralja Danila Romanoviča, ki so si ga Mongoli dokončno podredili prejšnje leto. Nadaljuje se pustošenje podeželja, mongolska armada se zaustavi pred utrjenim mestom Sandomierz.
- Bližnji vzhod: Hulagu kan vodi mongolsko armado, ki so se ji kot pomožne enote pridružile armenske, gruzijske in antiohijske sile, na invazijo na muslimanski Bližnji vzhod, najprej predvsem ajubidska mestna kraljestva v Siriji, ki so v političnem zatonu.

- 18. januar - Bližnji vzhod: zavzetje Alepa. Ajubidski emir Turanšah[1] je zavrnil predajo. Po tednu dni obleganja Mongoli zavzamejo mesto in zmasakrirajo prebivalce. Mongoli napredujejo iz Alepa proti jugu nad Damask. ↓
- → Zavzetje Hame. ↓
- 31. januar → Damaščanski ajubidski sultan An-Nasir Jusuf ob novici o padcu Alepa popelje vojsko iz mesta proti jugu in prepusti Damask svoji usodi. Utabori se pri Gazi, tam pa se zarote oficirji proti njemu in preidejo na stran Egipčanov.
- 2. februar - Zavzetja Sandomierza, Poljska: ker je mesto prepolno beguncev, hitro zmanjka hrane. Kljub nasprotnim obljubam o varnem izhodu iz mesta Mongoli zmasakrirajo prebivalstvo.
- februar - Bližnji vzhod: Damask[2] se preda brez odpora. Na poti proti Gazi mongolska izvidnica razpodi ostanke ajubidske vojske in ujame zadnjega ajubidskega sultana An-Nasir Jusufa, nakar ga pošlje za talca Hulagu kanu, ki mu sprva obljubi guvernerski položaj. Mameluški sultanat v Egiptu postane naslednji cilj Mongolov.
- 10. februar - Poljska: mongolske sile se regruprajo in začno pustošiti še po gosteje naseljeni regiji Malopoljska. Krakov je nemudoma zavzet z izjemo težko utrjene mestne citadele Wawel.
  - Poljska: konec mongolske invazije zapusti jug Poljske popolnoma opustošen. Mongolska vojska se vrne v Zlato hordo. Kot da to ne bi bilo dovolj, poljski vojvode Boleslav V. (Sandomierz), Boleslav Pobožni (Velikopoljska) in Sjemovit I. (Mazovija), ki so se skrivali pred Mongoli, obnovijo državljansko vojno proti vojvodi Kujawyja Kazimirju I. okoli neke dednine, ki naj bi si jo nelegalno prilastil.
  - Papež Aleksander IV. razglasi križarsko vojno proti Mongolom. Odziv za vojno je pričakovano mlačen. Za kristjane z Bližnjega vzhoda pa pomeni prepoved sklenitve ti. frankovsko-mongolskega zavezništva[3], ki ga je poskusil oblikovati Hulagu.
- Grof Sidona[4] Julijan Grenier napade mongolsko izvidnico in ubije nečaka mongolskega generala Kitbuge. Mongoli se znesejo nad Sidonom, vendar grof Julijan prej pobegne. Ko Mongoli zapustijo Sidon, grofijo proda templarjem in se jim (bankrotiran) pridruži. Opustošenje Sidona vznemiri ostalo Jeruzalemsko kraljevino in s tem uniči vsako možnost za sklenitev frankovsko-mongolskega zavezništva.
- marec: 
  - Egiptovski sultan Kutuz se okrutno znese nad mongolskimi odposlanci, ki jih je poslal Hulagu kan in so terjali brezpogojno vdajo. Hkrati načrtuje odločilni spopad z Mongoli zunaj Egipta. Veliko težav mu povzročajo omahljivi oficirji in zavezniki, ki bi najraje klecnili pred mongolsko grožnjo.
  - Tudi okviren čas, ko vodja invazije na Bližnji vzhod Hulagu kan izve za smrt vrhovnega kana Möngkeja. Hulagu kan se z večino vojske vrne nazaj v Ilkanat in od tam proti Mongoliji. Ko ga doseže pe telegram z izvolitvijo Arikbeka[5], ne prizna njegove izvolitve in naveže stik s starejšim bratom Kublajem.
- Bližnji vzhod: od vse mongolske vojske več kot 150.000 vojščakov ostaneta v Siriji zgolj dva tumna, tj. okoli 20.000 vojščakov, ki sta pod vodstvom generala Kitbuge.
- 15. april - Južna Kitajska: Kublajkan se na hitro skliče svoj kurultaj in se okliče za vrhovnega kana. Začetek Tolujske državljanske vojne med Kublajem in Arikbekom, ki se je razglasil za vrhovnega kana že prejšnje leto.
- 21. maj - Južni Song: med Kublajkanovimi pripravami na invazijo proti Mongoliji izkoristi državljansko vojno Južni Song, ki uniči obmejno mongolske divizijo in ter si povrne izgubljen tamponski pas severno od reke Jangce. Kublajkan v trenutnih razmerah ni zmožen storiti ničesar, razen da pošlje diplomatsko odposlanstvo pod vodstvom mandarina Hao Jinga. Ministrski predsednik Južnega Songa zapre mongolskega odposlanca v ujetništvo.
- 26. julij - Egipt: začetek egiptovske ofenzive proti Mongolom. Najprej pade mongolska izvidniška izpostava pri Gazi. Mameluki napredujejo od Gaze proti Akkonu. Križarski baroni vidijo večjo nevarnost v Mongolih, zato pomagajo mamelukom z oskrbo, ne pa tudi z vojsko.
- Osrednja Azija: boj za Čagatajski kanat. Mladoletni kan Mubarak Šah[6] je preveč neizkušen, da bi se spopadel z močnejšima rivaloma. Nazadnje uspe nasledstvo in nadzor nad kanatom zagotoviti Arikbeku, ki za kana instalira drugega Čagatajevega vnuka Alguja. 1261 ↔
- konec avgusta - Bližnji vzhod: mongolski general Kitbuga vodi dva tumena mongolske vojske v Palestino. Mameluki zapuste tabor pri Akkonu in jim gredo naproti. ↓

- 3. september → Bitka pri Ajn Džalutu: egiptovski mameluki pod vodstvom Saif ad-Din Kutuza v premagajo mongolsko vojsko. Obe vojski sta približno enako veliki, a Kitbuga napačno oceni situacijo na bojišču in se ujame v past. Skoraj vsa mongolska vojska je uničena. V boju umre tudi Kitbuga.
- 8. september - Mameluki osvobodijo Damask.
- jesen:
  - Ko Hulagu kan izve za poraz mongolske vojske, ukaže pobiti vse vojne ujetnike, vključno z zadnjim ajubidskim sultanom An-Nasir Jusufom.
  - Daljni vzhod: po nekaj začetnih praskah med Arikbekom in Kublajkanom slednji zablokira trgovske poti in dovoz hrane v mongolsko prestolnico Karakorum, ki jo še isto leto zavzame. Arikbek se umakne proti reki Jenisej, kjer se ob prihajajoči zimi utabori. Isto stori Kublajkan pred Karakorumom. 1261 ↔
- 24. oktober - Puč med egiptovskimi mameluškimi oficirji proti novemu sultanu Kutuzu. Novi sultan postane vodja zarotnikov Bajbars, ki ga je sultan Kutuz zavrnil, ko ga je prosil za guvernerstvo nad Alepom.
- november - Mongoli zavrnejo mameluke pred Alepom. Le-ti začno s kazensko-plenilskimi ekspedicijami proti križarski Antiohiji in Kilikijski Armeniji, ki sta vazala Mongolov.
- december - Mameluki zavzamejo Alep. Novi egiptovski sultan Bajbars obnovi oblast nad Sirijo, kjer so nekateri mameluški oficirji začeli voditi politiko po svoje. Nova meja med mameluškim sirsko-egiptovskim sultanatom in mongolskim Ilkanatom je na reki Evfrat.
- 10. december - Bitka za Homs: manjši spopad za mesti Homs in Hama, v katerem ponovno zmagajo mameluki. 
  - Zadnja ajubidska emirja Al-Mansur Muhamed II. (emir Hame) in Al-Ašraf Musa (emir Homsa) prisežeta vazalno zvestobo egiptovskim mamelukom in prav tako razbremenjena od mongolskega pritiska preženeta Mongole proti severu.
- Zlata Horda: ker po mongolskem porazu pri  porazu Ajn Džalutu mongolski vojskovodja Baidžu ne zagotovi discipline v vojski in omeji dezerterstva, ga Hulagu kan ukaže usmrtiti. Novi namestnik Ilkanata je Širemun[7]
- Kublajkan imenuje tibetanskega lamo Phagpaja za glavnega pooblaščenca o religijah in verskih vprašanjih v obširnem imperiju. Tibetanska budistična šola Šakja dobi s pomočjo mongolskega patriotizma prevlado v Tibetu.

### Restavracija Bizantinskega cesarstva
- Obleganje Konstantinopla 1260: prvi, spodleteli poskus nikejskega cesarja Mihaela VIII. Paleologa, da bi se polastil mesta. Mihael VIII. in latinski cesar Baldvin II. skleneta premirje za leto dni.
- Konstantinopel, Latinsko cesarstvo: beneška trgovca Niccolò in Maffeo Polo zaslutita nevarno politično situacijo, v kateri se je znašlo mesto, ki je predstavljal zadnji ostanek križarskega Latinskega cesarstva, in se umakneta v Soldaijo, beneško kolonijo na Krimu. 1261 ↔
- Benečani in Ahajska kneževina pravno formalno zaključita z vojno za Evbojo, v kateri je sicer zmagal ahajski knez Vilijem II. Villehardouinški, ki pa ga je naslednje leto premagal nikejski cesar Mihael VIII. Paleolog.

### Ostalo
- 5. januar - Albert Veliki postane škof Regensburga.
- 23. maj - General frančiškanskega reda Bonaventura izda omejitev za svoje redovne brate, ki prepoveduje objavljanje del brez predhodnega soglasja nadrejenih. Naravoslovno zanimanje nekaterih članov tega reda, mdr. Rogerja Bacona, je zaradi intelektualne zadrtosti nadrejenih s tem bistveno bolj ovirano, čeprav verjetno to ni bil motiv te omejitve, pač pa pojavi krivoverstev med frančiškani samimi.
  - Mladi frančiškanski menih Gerard Segarelli iz Lombardije zapusti red, razproda premoženje in sčasoma osnuje svoj (krivoverski) red Apostolsko bratstvo.
- 13. julij - Bitka pri Durbeju, livonska križarska vojna: zmaga poganskih Litvancev [8] proti tevtonskim vitezom [9]. Bolje opremljeni križarji izgubijo zaradi pretežke oprave v močvirnatem terenu in notranjih nesoglasij s pomožnimi enotami domorodnih ljudstev.
- julij - Bitka pri Kressenbrunnu[10]: češka vojska pod vodstvom kralja Otokarja II. Pšemisla odločujoče porazi ogrsko pod vodstvom kralja Béle IV.. S to bitko Otokar II., ki je hkrati avstrijski vojvoda, zmaga v boju za avstrijsko-štajersko nasledstvo. 1261 ↔

- 20. avgust - Rügenski pirati Jaromarja II. po Seelandu oplenijo otok Lolland, vračujoč domov pa še skrajni jug Švedske (Scanio) in otok Bornholm, kjer pa se Jaromirjeva pot konča. Z bodalom ga umori neka ženska. Novi knez Rügena je njegov sin Viclav II.
- 4. september - Bitka pri Montaperti, Toskana: sienski gibelini odločujoče porazijo florentinske gvelfe. Prve podpira sicilski kralj Manfred Hohenstaufen, zato je zmaga Sienčanov velika zmaga tudi zanj. Bitko odloči florentinski izdajalski praporščak, ki florentinski prapor zamenja s sienskim. 1266 ↔
- 20. september - Začetek Velikega pruskega upora domorodnih pribaltskih ljudstev proti Tevtonskim vitezom. Konfederacija pruskih plemen se upre okupatorskim tevtonskim vitezom, ki jih izolira po gradovih in prekine njihovo oskrbo. Skupen nastop žal tudi nima skupnega voditelja. 1261 ↔
- 7. oktober - Po smrti saksonskega vojvode Alberta I. Vojvodino Saško nasledita sinova Ivan I. in Albert II. 1296 ↔
- 24. oktober - Slavnostna posvetitev Katedrale Notre-Dame v Chartresu v prisotnosti kralja Ludvika IX.
- Pribaltsko mesto Dirschau prevzame zakone[11] mesta Lübeck, korak v postopnem oblikovanju trgovsko-politične zveze Hansa.
- Mastino I. della Scala, ustanovitelj veronske hiše Scaliger, prevzame oblast v Veroni.
- Po smrti grofice Matilde II. Boulognske grofijo Boulogne nasledi bratranka Adela Boulognska in s tem iure uxoris, njen soporog, grof Auvergneja Vilijem X.
- Kastiljska princa,  Friderik in Henrik [12] vstopita v najmniško službo Hafsidov v Ifrikiji. Henrik se v Ifrikiji hitro navzame lokalnih navad in običajev, kar šokira tamkajšnjo krščansko (trgovsko) skupnost. Z denarjem, ki ga zasluži, financira genovske trgovce. 1263 ↔
- Inkovsko mestno kraljestvo: umrlega (legendarnega) inkovskega kralja Sinči Roko nasledi sin Loke Jupanki.
- Italijanski kronist in pisatelj dokonča delo Legenda Aurea (Zlata legenda), kompedij življenjepisov krščanskih svetnikov. Delo je bilo v srednjem veku zelo priljubljeno in obstaja več kot 1000 ohranjenih (rokopisnih) primerkov tega dela.
- Glasbeni teoretik (in verjetno komponist) Franko iz Kölna dolžino tona vnese v notni zapis.
- Italijanski kipar in arhitekt Nicola Pisano konča prižnico v Pisanski krstilnici.
- V romanski Baziliki Svetega Minijata v Firencah je dokončan mozaik, ki upodablja Kristusa med Božjo Materjo in Svetim Minijatom.
- Johamitske interpretacije Razodetja vidijo v tem letu začetek ti. Dobe Svetega Duha.
- Tajsko kraljestvo Sukhotai prevzame šrilanški Teravada budizem.
- Bičarji se iz severne Italije (Lombardije) razširijo še v Nemčijo.

## Rojstva
- Aaron ben Jožef iz Konstantinopla, karaitski judovski učenjak († 1320)
- Al-Farisi, perzijski matematik, fizik in astronom († 1319)
- Al-Said Barakah, mameluški sultan Egipta († 1280)
- Avguštin Kažotić, zagrebški škof, blaženi († 1323)
- Bartolomeo Gradenigo, 53. beneški dož († 1342)
- Cecco Angiolieri, italijanski pesnik († 1312)
- Enguerrand de Marigny, francoski kraljevi svetovalec († 1315)
- Ermengol X., grof Urgella († 1314)
- Filippo Tesauro, italijanski (neapeljski) slikar († 1320)
- Guillaume de Nogaret, francoski kancler († 1313)
- Guillaume Pierre Godin, francoski dominikanski teolog († 1336)
- Hedviga Holsteinska, švedska kraljica († 1324)
- Hervaeus Natalis, francoski dominikanski mojster, teolog († 1323)
- Ivan Asen III., bolgarski car († 1303)
- Konrad III. iz Šlezije, oglejski patriarh († 1304)
- Lažna Margareta, norveška prevarantka, posnemovalka umrle norveške princese in škotske dedinje Margarete († 1301)
- Maksim Planud, bizantinski humanist, slovničar in teolog († 1330)
- Marino Sanudo starejši, beneški državnik in geograf († 1338)
- Matej Žak, madžarski palatinski grof, oligarh († 1321)
- Mojster Eckhart (pravo ime Eckhart von Hochheim), nemški teolog, filozof in mistik († 1328)
- Neža Francoska, hči Ludvika IX., burgundska vojvodinja, regentinja († 1327)
- protipapež Nikolaj V. († 1333)
- Simon iz Favershama, angleški filozof († 1306)
- Teodorik IV., lužiški mejni grof († 1307)
- Vital du Four, francoski kardinal, teolog, filozof († 1327)
- Vitenis, veliki litovski knez († 1316)

## Smrti
- 20. avgust - Jaromar II., knez Rügena, pirat (* 1218)
- 7. oktober - Albert I., saksonski vojvoda (* 1175)
- 24. oktober - Saif ad-Din Kutuz, egiptovski mameluški sultan

Neznan datum
- Baidžu, mongolski vojskovodja
- Giacomo da Lentini, italijanski (sicilski) pesnik
- Kadan, mongolski kan (* ni znano)
- Karl von Friesach, lavantinski škof
- Kitbuga, mongolski vojskovodja
- Luchesius Modestini, italijanski frančiškanski menih[13] in trgovec, blaženi (* 1180)
- Marija Brabantska, rimsko-nemška cesarica, soproga Otona IV. (* 1190)
- Matilda II. Boulognjska, grofica, portugalska kraljica (* 1202)
- Richard de Fournival, francoski enciklopedist, pesnik (* 1201)
- Rihard Ruf iz Cornwalla, angleški frančiškanski menih, teolog in filozof
- Sinči Roka, inkovski kralj